# Alain Schnapp
Pour les articles homonymes, voir Schnapp.
Alain Schnapp, né en 1946 à Paris, est un historien et archéologue français.

## Biographie
Titulaire d'un doctorat de 3e cycle en 1973, Alain Schnapp fait une carrière d'enseignant chercheur, puis soutient une thèse de doctorat d'État intitulée « La duplicité du chasseur : comportement juvénile et pratique cynégétique en Grèce ancienne aux époques archaïques et classiques » dirigée par Pierre Vidal-Naquet en 1987.
Il est nommé professeur d'archéologie grecque à l'université Paris 1 Panthéon-Sorbonne. Il dirige l'UFR d'histoire de l'art en 1994-1998 et celle d'archéologie.
Ancien directeur général de l'Institut national d'histoire de l'art (INHA) en 2000-2005, il est professeur invité à Princeton, Naples, Pérouse, Cambridge, Santa Monica et Heidelberg.
Il est membre correspondant de l'Institut archéologique allemand et reçoit la médaille de l'Association des études grecques en 1988 et le prix Meyer-Struckmann en 2014.
Alain Schnapp prend sa retraite en 2014. Il est alors nommé professeur émérite.
Ses activités de recherche ont porté sur trois domaines distincts : l'anthropologie de l'image en Grèce ancienne, l'histoire de l'archéologie et l'étude urbaine des cités et territoires du monde grec.
Il a participé à la fondation de la revue Les Nouvelles de l'archéologie en 1979.
Ses archives scientifiques sont déposées au Pôle archives de la Maison des Sciences de l’homme Mondes.

## Publications
- (thèse) « La duplicité du chasseur : comportement juvénile et pratique cynégétique en Grèce ancienne aux époques archaïque et classique », Lille 3 : ANRT, 1989
- Le Chasseur et la cité : chasse et érotique en Grèce ancienne, Albin Michel, 1997  (ISBN 2-226-06475-3)
- La Conquête du passé : aux origines de l'archéologie, Le Livre de poche, 1998  (ISBN 2-253-90546-1) Première édition : Carré, 1993 ; traduction anglaise : The Discovery of the Past, British Museum Press, Londres, Abrams, New York, 1994.
- (dir.) Préhistoire et Antiquité. Histoire de l'art, vol. 1, Flammarion, 1997 (rééd. 2011)  (ISBN 2-08-010783-6)
- (dir.) L'Archéologie aujourd'hui, Hachette, 1980  (ISBN 2-01-006063-6)
- (co-dir.) Archéologie pouvoir et société, avec Gilles Gaucher, Éditions du CNRS, 1984  (ISBN 2-222-03573-2)
- L'Histoire ancienne : à travers 100 chefs-d'œuvre de la peinture, avec François Lebrette, Presses de la Renaissance, 2004  (ISBN 2-85616-933-3)
- (co-dir.) avec François Hartog, Pauline Schmitt-Pantel, Pierre Vidal-Naquet, un historien dans la cité, La Découverte, 2007  (ISBN 9782707153173)
- Ruines. Essai de perspective comparée, Dijon, Les presses du réel, coll. « Amphi des arts », 2015 (ISBN 978-2-84066-757-5)
- Piranèse ou l'épaisseur de l'histoire, Paris, INHA, coll. « Dits », 2017  (ISBN 978-2-917902-42-4)
- Une histoire universelle des ruines. Des origines aux Lumières, Seuil, 2020  (ISBN 978-2021282504)

- Prix Jacques-de-Fouchier 2021 de l'Académie française
- (avec Jean-Paul Demoule), Qui a peur de l'archéologie ? : La France face à son passé, Paris, Les Belles Lettres, 350 p., 2024  (ISBN 978-2251455952)

### Ouvrages collectifs
- « L'archéologie » in L'Histoire et le métier d'historien en France, 1945-1995, Maison des Sciences de l'Homme, 1995  (ISBN 978-2-7351-0681-3)
- Encyclopedia of archaeology (éd. Tim Murray), Santa Barbara, ABC-Clio, 2002  (ISBN 978-1-57607-459-6)
- Guide des méthodes de l'archéologie, La Découverte, 2004  (ISBN 978-2-7071-4204-7)
- avec Pierre Vidal-Naquet, Journal de la commune étudiante. Textes et documents. Novembre 1967 - juin 1968, première édition en 1969[6], réédition revue et augmentée, Le Seuil, coll. « L'univers historique », 1988
- avec Jean-Paul Demoule et Dominique Garcia, Une histoire des civilisations, La Découverte et INRAP, 2018